# Les Tourreilles
Les Tourreilles is een gemeente in het Franse departement Haute-Garonne (regio Occitanie) en telt 381 inwoners (2004). De plaats maakt deel uit van het arrondissement Saint-Gaudens.

## Geografie
De oppervlakte van Les Tourreilles bedraagt 12,2 km², de bevolkingsdichtheid is 31,2 inwoners per km².

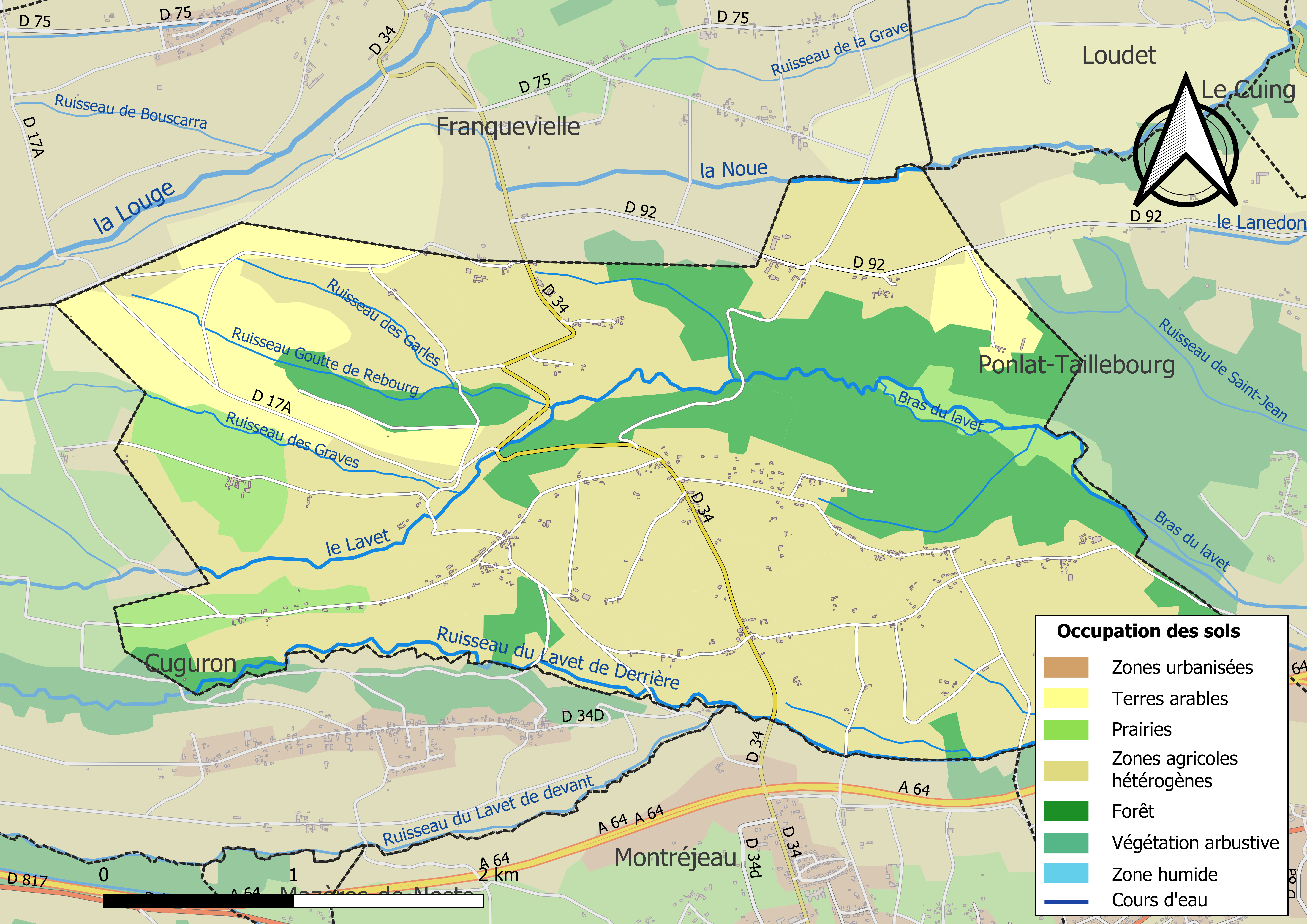
Kaart van de gemeente met de belangrijkste infrastructuur,bodemgebruik en omliggende gemeenten

## Demografie
Onderstaande figuur toont het verloop van het inwonertal (bron: INSEE-tellingen).

1. ↑  Populations de référence 2022.